# Codrington Lagoon
Codrington Lagoon – słonowodna laguna znajdująca się w zachodniej części karaibskiej wyspy Barbuda wchodzącej w skład państwa Antigua i Barbuda, należącej do archipelagu Małych Antyli oraz grupy wysp zwanych Leeward Islands.

## Charakterystyka

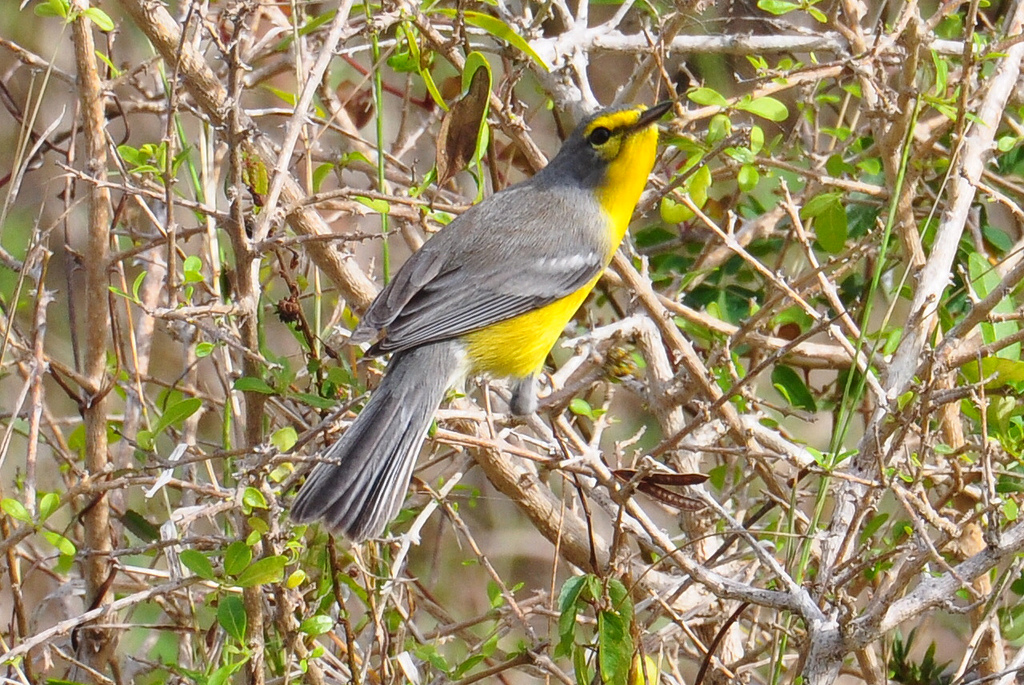
Lasówka barbudzka (2011)

Laguna Codringtona ma ok. 12 km długości i ok. 2 km szerokości. Jej obszar otoczony jest namorzynami, a od Morza Karaibskiego oddzielają ją bariery piaszczyste (lida). Lasy namorzynowe są najlepiej rozwinięte wzdłuż wschodniego i północno-zachodniego wybrzeża laguny oraz wzdłuż łączącego ją od strony północnej z morzem kanału Codrington Creek. Brzegi północno-wschodnie porasta busz. Do innych ekosystemów występujących na obszarze chronionym obejmującym lagunę należą: łąki podwodne trawy morskiej, maty glonowe, równiny błotne i równie pływowe, plaże oraz rafy koralowe.
Średnia temperatura powietrza wynosi 29 °C latem i 24 °C zimą.
W 2004 roku utworzono obejmujący lagunę park narodowy (ang. Codrington Lagoon National Park), od 2005 roku zbiornik wchodzi w skład obszaru wodno-błotnego o znaczeniu międzynarodowym konwencji ramsarskiej, natomiast od 2007 roku stanowi część ostoi ptaków IBA o nazwie Codrington Lagoon and the Creek organizacji BirdLife International.
Ochronie podlegają siedliska oraz zamieszkujące je gatunki zwierząt i roślin. Należą do nich m.in. żółwie – narażony na wyginięcie żółw skórzasty (Dermochelys coriacea) oraz żółwie morskie – krytycznie zagrożony żółw szylkretowy (Eretmochelys imbricata) i zagrożony wyginięciem żółw jadalny (Chelonia mydas). Laguna znana jest również jako miejsce wylęgu langusty karaibskiej (Panulirus argus).
Otaczający lagunę ląd zamieszkuje żabuti czarny (Geochelone carbonaria) oraz daniel zwyczajny (Dama dama). Wyspę porasta kokkoloba gronowa (Coccoloba uvifera) i złotośliw Chrysobalanus icaco.

### Awifauna

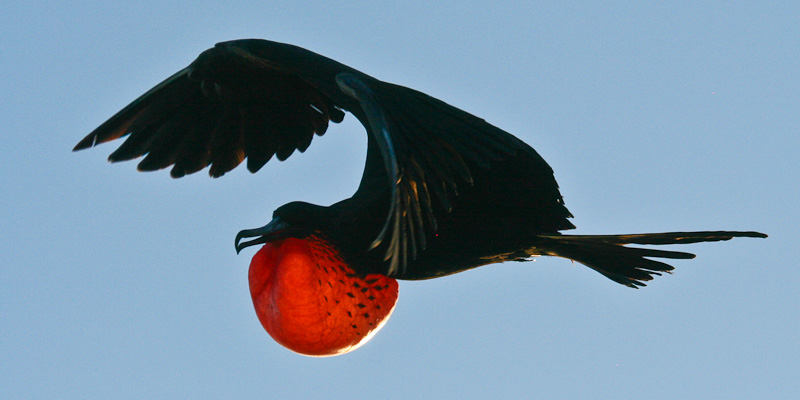
Fregata wielka (2009)

Obszar laguny stanowi największą na Karaibach kolonię lęgową fregaty wielkiej (Fregata magnificens), która według szacunków liczyła w marcu 2008 roku 1743 gniazda i ok. 5300 osobników. Rezerwat poświęcony temu gatunkowi (Barbuda Frigate Bird Sanctuary) jest główną atrakcją turystyczną Barbudy i w 2004 roku odwiedziło go 4250 turystów. Oprócz tego Codrington Lagoon zamieszkuje licząca ok. 200 osobników populacja bliskiej zagrożenia drzewicy karaibskiej (Dendrocygna arborea) oraz mewy karaibskiej (Larus atricilla) – do 1000 osobników. Występuje tu także endemiczna, narażona na wyginięcie lasówka barbudzka (Dendroica subita), której populacja liczyła w 2017 roku mniej niż 2000 osobników.
W 2017 roku huragan Irma spustoszył wyspę, uszkadzając m.in. barierę oddzielającą lagunę od morza. Wpływ żywiołu na kolonie zamieszkujących Barbudę i Codrington Lagoon ptaków pozostaje nieznany.